# Hostel
Hostel je vrsta smještaja jeftinijeg tipa pa samim time i manjeg komfora i kvalitete smještaja od hotela. 
Usluge hostela koriste uglavnom mladi koji su na proputovanju ili kojima treba samo prenoćište za jednu noć, iako usluge hostela mogu koristiti svi kojima je potreban smještaj.
Smještaj je uglavnom u višekrevetnim sobama sa zajedničkom kupaonicom, iako razvojem turizma i sve većom potrebom za jeftinim smještajem, hosteli se sve više bliže komforu u hotelima, tj. postoji sve više ponuda u kojima su po povoljnim cijenama dvokrevetne sobe s vlastitom kupaonicom i to u samom središtu grada. Priključak na internet nude gotovo svi hosteli.
U Hrvatskoj ih ima nekoliko desetaka.
Prvi hostel na svijetu bio je u dvorcu Altena u Njemačkoj, 1912. godine.